# Mycetoporus eppelsheimianus
Mycetoporus eppelsheimianus är en skalbaggsart som beskrevs av Gaston Fagel 1968. Mycetoporus eppelsheimianus ingår i släktet Mycetoporus, och familjen kortvingar. Arten är reproducerande i Sverige.